# Origin Systems
Origin Systems, Inc. (soms afgekort tot OSI) was een computerspelontwikkelaar en uitgever uit Austin. Het bedrijf was actief van 1983 tot 2004. Het meest bekend zijn de Ultima- en de Wing Commander-computerspellenseries. 

## Geschiedenis
Het bedrijf werd in 1983 opgericht door Richard Garriott, zijn broer Robert, zijn vader Owen en Chuck Bueche. Het doel was oorspronkelijk de Ultima-serie uit te brengen en hij had hiervoor zijn dienstverband bij Sierra On-Line beëindigd. Het bedrijf was gevestigd in zijn geboorteplaats, Austin (Texas).
Na de succesvolle uitgave van Ultima III: Exodus kreeg het bedrijf al snel bekendheid en bracht het nog een aantal computerspellen uit, zoals de Wing Commander-serie. In 1988 werkten er 15 ontwikkelaars bij het bedrijf. In 1992 werd het bedrijf opgekocht door Electronic Arts en omgedoopt tot Origin. Hierna werden talrijke succesvolle titels uitgebracht.
In 1997 werd het online spel Ultima Online een spel in het moderne genre MMORPG. Vanwege het verrassende financiële succes van dit spel besloot Origin om zich volledig te richten op online spellen. Binnen een jaar werden nieuwe projecten uitgebracht als Ultima Online 2, Privateer Online en Harry Potter Online. In 2000 verliet oprichter Richard Garriott het bedrijf en richtte zijn nieuwe bedrijf NCsoft Austin op. Verschillende medewerkers gingen mee en verlieten Origin. In 2004 verhuisde het bedrijf naar de hoofdvestiging van Electronic Arts, wat daarmee het einde van Origin was.
In 2011 werd de merknaam door Electronic Arts opnieuw gebruikt voor het gelijknamige platform voor het downloaden van computerspellen.

## Spellen

### Als ontwikkelaar
- Ultima I: The First Age of Darkness (1981)
- Ultima II: The Revenge of the Enchantress! (1982)
- Ultima III: Exodus (1983)
- Ultima IV: Quest of the Avatar (1985)
- Ultima V: Warriors of Destiny (1988)
- Ultima VI: The False Prophet (1990)
- Ultima VII Part Two (1992)
- Ultima VII: Serpent Isle (1993)
- Ultima VIII: Pagan (1994)
- Ultima IX: Ascension (1999)
- Ultima Online (1997)

- Wing Commander (1990)
- Wing Commander II - Vengeance of the Kilrathi (1991)
- Wing Commander Academy (1993)
- Wing Commander: Privateer (1993)
- Wing Commander Armada (1994)
- Wing Commander III - The Heart of the Tiger (1994)
- Wing Commander IV - The Price of Freedom (1995)
- Wing Commander: Prophecy (1998)

- Omega (1989)
- Bad Blood (1990, pc-versie)
- Strike Commander (1993)
- Strike Commander - Speech Pack (1993)
- Strike Commander - Tactical Operations (1993)
- Pacific staking (1994)
- Pacific Strike - Speech Pack (1994)

- Crusader: No Remorse (1995)
- Cybermage: Darklight Awakening (1995)
- Privateer 2 - The Darkening (1996)
- Crusader: No Regret (1996)
- Bioforge (1995)
- Wings of Glory (1995)

### Als uitgever
- Times of Lore (1988)
- Knights of Legend (1989)
- Ultima Underworld: The Stygian Abyss (1992)
- Ultima Underworld II: Labyrinth of Worlds (1993)
- Shadowcaster (1993)
- System Shock (1994)
- Abuse (1996)